# Léo LeBlanc
Pour les articles homonymes, voir Leblanc.
Léo LeBlanc est un homme politique québécois, maire de la ville de Trois-Rivières au Québec du 21 septembre 1953 au 19 septembre 1955. LeBlanc avait été élu par acclamation après avoir été invité, par Maurice Duplessis, député de Trois-Rivières et premier ministre du Québec, à se présenter contre le libéral J.A. Mongrain, maire sortant, lequel s'est alors retiré de la course.

## Biographie
Il était le père du notaire Guy LeBlanc (Québec), maire de Trois-Rivières de 1990 à 2001.